# ثيودوسيوس الثاني
ثيودوسيوس الثاني (باللاتينية: Flavius Theodosius Junior Augustus)؛(10 أبريل 401 - 28 يوليو 450)، وعُرف باسم ثيودوسيوس الأصغر, أو ثيودوسيوس الخطاط، كان الابن الأكبر آركاديوس إمبراطور الأمبراطورية الرومانية الشرقية بن ثيودوسيوس الأول امبراطور الأمبراطورية الرومانية البيزنطية الموحدة وليدوكسيا. وأصبح إمبراطور الإمبراطورية الرومانية الشرقية (بيزنطة). بين 408 و450 للميلاد. من أبرز أسباب ذياع صيته مخطوطة القانونية ولبنائه لأسوار ثيودوسيوس في القسطنطينية. كما أنه شهد انقسامين عقائديين مسيحيين كبيرين هما النسطورية والأوطاخية.
كان ثيودوسيوس الثاني رأس الأمبراطورية الرومانية في الشرق من سنة 408م حتى 450م، فحكم الامبراطورية الرومانية الشرقية حكم مع ابيه آركاديوس (402-408)، وعندما كان عمره 7 سنوات، حكم مع أخته بولكاريا الأكبر منه سناً (408-416)، والتي دفعته إلى المسيحية الأرثوذكسية ثم حكم منفرد (416-450).
كان أول أعماله تحصين القسطنطينية بسور ضخم يقع على حوالي الميل من الحدود الغربية. وقد أمتد هذا المشروع الهندسي المذهل على عدة أميال من بحر مرمرة إلى القرن الذهبي. وكانت مساحته حوالي خمسة أمتار، وله سور داخلي يبلغ أرتفاعه 12 متراً، وسور خارجي فيه مئة برج، يرتفع ستة أمتار، مع شرفات مفرجة - أي جدران ذات فتحات على سطح الحصن يطلق منها النار. وما يزال معظمه قائماً حتى يومنا هذا.
وشرع ثيودوسيوس في جمع القانون الروماني وتنسيقه، وقد أنجز هذا العمل يوستنيانوس بعد قرن من الزمن، وأسس كذلك جامعة في القسطنطينية وقام بناء كنيسة سابقة للبناء الحالي لآيا صوفيا.

## مجمع أفسس الثاني
سنة 449م إذ اقتنع الإمبراطور ثيؤدوسيوس الثاني بعقد مجمع طلب من البابا ديوسقورس أن يمارس سلطته في المجمع كرئيس، وطلب من يوبيناليوس أسقف أورشليم وتلاسيوس أسقف قيصرية كبادوكيا أن يكونا رئيسين شريكين معه. كان اوطيخا رئيس دير في القسطنطينية يضم أكثر من 300 راهب وإعاد مجمع أفسس الثاني اعتبار أوطيخا
| قبله: آركاديوس | الأباطرة البيزنطيون | بعده: مارقيان |

## وصلات خارجية
- ثيودوسيوس الثاني على موقع الموسوعة البريطانية (الإنجليزية)